# 邪魅

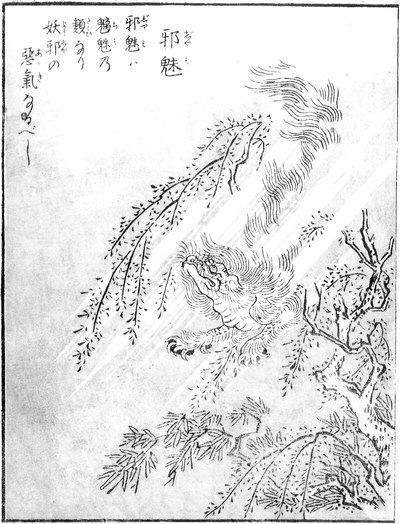
鳥山石燕『今昔画図続百鬼』より「邪魅」

邪魅（じゃみ）は、鳥山石燕による妖怪画集『今昔画図続百鬼』に掲載されている中国の妖怪。『今昔百鬼拾遺』では日本の妖怪以外に、元々は中国の書にあった日本国外の動植物や妖怪についても掲載されており、この「邪魅」も中国のものである。
解説文では「邪魅は魑魅（ちみ）の類なり 妖邪（ようじゃ）の悪気なるべし」とあり、人間を害する妖怪の総称、山林の悪気を起こして人を害する妖怪、山神の一種などとして解釈されている。
晋時代の中国の書『神仙伝』には、あらゆる病気の治療に長けた王遙（おうよう）という仙人が、魔物に魅入られた者に対し、地面に牢獄を描いて魔物を呼び出し、正体を現した魔物を牢獄に入れることで病気を治したとあるが、この魔物が邪魅と指摘されている。
妖怪漫画家・水木しげるの著書によれば、他人から恨みを買った人にだけとりつくとされる。
日本の妖怪が多数収録されている今昔画図続百鬼に掲載されているため、フィクションでは、しばしば中国の妖怪でありながら日本の妖怪として登場することもある。水木しげるの『ゲゲゲの鬼太郎』では、毒気を吹き出す妖怪として、魍魎のビジュアルで登場した。邪魅が魍魎の姿である理由は、水木は単に「間違えた」と述べている。